# Magical Tarurūto-kun: Magic Adventure
 (novembre 2015).
Si vous disposez d'ouvrages ou d'articles de référence ou si vous connaissez des sites web de qualité traitant du thème abordé ici, merci de compléter l'article en donnant les références utiles à sa vérifiabilité et en les liant à la section « Notes et références ».
Magical Tarurūto-kun: Magic Adventure (まじかる☆タルるートくん MAGIC ADVENTURE) est un jeu d'action plates-formes en 2D. Il s'agit d'une des adaptations du manga et anime Talulu le magicien de Tatsuya Egawa. Le jeu a été développé par TOSE et édité par Bandai pour la Super Famicom. Il est sorti le 28 mars 1992, uniquement au Japon,.

## Système de jeu
Le protagoniste est Talulu le magicien. Le monde est représenté par carte qui donne accès à 5 niveaux à défilement horizontal ainsi qu'à des mini-jeux.
Talulu peut attaquer à l'aide de sa langue. Il peut aussi manger des takoyaki le long des niveaux.